# Ahmad Maher
Ahmad Maher (árabe: أحمد ماهر), (Cairo, 14 de setembro de 1935 – 27 de setembro de 2010) foi um político e diplomata egípcio, ministro das Relações exteriores de seu país de 2001 a 2004. Estudou direito na Universidade do Cairo.
Geralmente considerado como um outsider na política do Egito, Maher teve uma carreira distinta como diplomata. Foi embaixador na União Soviética (1 de outubro de 1988 a 19 de junho de 1992) e embaixador em Portugal (5 de setembro de 1980 a 8 de novembro de 1982) e na Bélgica (8 de novembro de 1982 a 9 de dezembro de 1984). Foi depois embaixador em Washington durante sete anos, de 7 de julho de 1992 a 14 de setembro de 1999. Reformou-se em 1999. Depois da reforma, foi nomeado diretor do Fundo Árabe de Ajuda Especial para a África (SAAFA) no Cairo, um órgão da Liga Árabe, em 2000.
Ahmad Maher era irmão do também embaixador Aly Maher, ambos netos de Ahmad Mahir Paşa, primeiro-ministro egípcio na década de 1940.
Maher faleceu por ataque cardíaco em 27 de setembro de 2010, aos 75 anos.